# Sjevernotunguski jezici
Sjevernotunguski jezici jedna od dviju glavnih skupina tunguskih jezika s područja Rusije i Kine, koja se dalje dijeli na tri podskupine s ukupno 4 jezika, evensku, evenačku i negidalsku. Najznačajniji je evenački jezik kojim govore Evenki u Unutrašnjoj Mongoliji, sjevernoj Mongoliji i u Rusiji u Evenačkom nacionalnom okrugu i Sahalinu. Broj govornika iznosi mu preko 27.000 od preko 30.000 etničkih Evenka. Evenski govore Eveni ili Lamuti raštrkani po Jakutiji (Saha), oblasti Magadan, Habarovskom kraju, poluotoku Kamčatka i Čukotskom poluotoku; etničkih 19.071 (2002 census), 7.170 govornika. Oročoni govore oročonski ili oročenski u kineskoj provinciji Heilongjiang. Ima ih 8,196 (2000 popis) etničkih i 1.200 govornika (2002 L. Whaley). Oročonskim govore kao drugim jezikom i neki Kinezi i Dauri. Na donjiom pritokama Amura i habarovskom kraju žive Negidali; preko 500 etničkih i 150 govornika.

## Klasifikacija
a. Even (1) Rusija: even (evenski) [eve],
b. Evenki (2) Kina: evenki, oroqen.
c. Negidal (1) Rusija: negidal.

## Vanjske poveznice
- Ethnologue (14th)
- Ethnologue (15th)